# Henri Kerny
Henri Louis Coudray dit Henri Kerny ou Kerny, né le 13 octobre 1869 dans le 5e arrondissement de Paris et mort le 8 mars 1933 à Prague, est un acteur français.
Il est le père de l'actrice Denise Kerny (1907-1970).

## Biographie
Comédien au théâtre jusque dans les années 1920, Henri Kerny se consacrera par la suite au cinéma. Il meurt au cours d'une opération de la péritonite à Prague au moment où il tournait dans Professeur Cupidon,, sous la direction de Robert Beaudoin.

## Théâtre
- 1890 : La Revanche du mari, comédie en 3 actes de Félix Cohen et Ernest Grenet-Dancourt, au théâtre Déjazet (15 mai) : Jean
- 1890 : Cléopâtre... d'Italie, parodie en 1 acte de Jules Jouy et Georges Rolle, au théâtre Déjazet (20 novembre) : le crieur du bal
- 1890 : Une Drôle de visite, comédie en 1 acte d'André Lénéka, au théâtre Déjazet (décembre)
- 1890 : La Chasse aux mariés, comédie-bouffe en 3 actes d'André Lénéka, au théâtre Déjazet (décembre)
- 1890 : Ferdinand le noceur, comédie en 4 actes de Léon Gandillot, au théâtre Déjazet (17 décembre) : Casimir
- 1892 : La Petite Salammbô, parodie en 1 acte d'Adrien Vély et Alévy de l'opéra d'Ernest Reyer d'après le roman de Gustave Flaubert, au théâtre Déjazet (30 septembre) : Tararaboum Azim[7]
- 1894 : Y. T., rue des Dames, vaudeville en 3 actes de Maurice Froyez et Louis Artus, au théâtre Déjazet (10 février) : M. Georges
- 1894 : Coquin de printemps, vaudeville en 4 actes d'Adolphe Jaime et Georges Duval, au théâtre Déjazet (18 mars) : Alexandre
- 1894 : Les Dominos roses, comédie en 3 actes d'Alfred Hennequin et Alfred Delacour, au théâtre Déjazet (26 mai) : Philippe
- 1895 : L'Air de Paris, vaudeville en 3 actes de Marc Sonal et Victor Gréhon, musique de Charles Thony, au théâtre Déjazet 11 mai) : Rébémol
- 1895 : Tous criminels, folie-vaudeville en 4 actes de Jean Gascogne et Paul Dehère, musique d'Émile Bonnamy, au théâtre Déjazet (octobre) : Ugolin
- 1896 : Le Voyage à Venise, folie-vaudeville en 3 actes de Maurice Froyez et Georges Laîné, musique d'Albert Renaud, au théâtre Déjazet (21 février)
- 1896 : Les Trois épiciers, vaudeville en 3 actes de Lockroy et Anicet Bourgeois, au théâtre des Menus-Plaisirs (9 août) : Bichelu
- 1896 : La Noce de Grivolet, vaudeville-opérette en 3 actes d'Henri Kéroul et Charles Raymond, musique de Marius Carman, au théâtre Déjazet (24 octobre) : Pickmol
- 1897 : Madame Putiphar, opérette en 3 actes d'Ernest Depré et Léon Xanrof, musique d'Edmond Diet, au théâtre de l'Athénée (27 février) : Issachar
- 1898 : L'Amour mouillé, opérette de Jules Prével et Armand Liorat, au théâtre de l'Athénée (23 avril) : Pampinelli
- 1898 : La Poudre de Perlinpinpin, grande féérie en 4 actes et 35 tableaux des frères Cogniard, au théâtre du Châtelet (9 décembre) : Pantin 1er
- 1900 : Zigomar !, pièce en 3 actes de Léon Gandillot, au théâtre du Palais-Royal (21 mars) : Joseph
- 1900 : Les Femmes de paille, vaudeville en 3 actes de Paul Gavault et Marcel Guillemaud, au théâtre du Palais-Royal (15 avril) : un ouvrier
- 1900 : Le Dindon, comédie en 3 actes de Georges Feydeau, au théâtre du Palais-Royal (27 juillet) : le premier commissaire
- 1901 : Les Travaux d'Hercule, opéra-bouffe en 3 actes de Robert de Flers et Gaston Arman de Caillavet, musique de Claude Terrasse, aux Bouffes-Parisiens (7 mars)
- 1901 : Surcouf, opéra-comique en 3 actes et 4 tableaux d'Henri Chivot et Alfred Duru, musique de Robert Planquette, au théâtre du Château-d'Eau (29 novembre) : Mac Farlane
- 1902 : Loute, comédie-vaudeville en 4 actes de Pierre Veber, au théâtre des Variétés (17 mai) : Francolin
- 1913 : La Chaste Suzanne, opérette en 3 actes d'Antony Mars et Maurice Desvallières, musique de Jean Gilbert, au théâtre Apollo (29 mars) : Charencey
- 1913 : La Mascotte, opéra-comique en 3 actes, livret d'Alfred Duru et Henri Chivot, musique d'Edmond Audran, au théâtre Apollo (3 octobre) : Rocco
- 1920 : Les 28 jours de Clairette, opérette-vaudeville en 4 actes de Hippolyte Raymond et Antony Mars, musique de Victor Roger, à la Gaîté-Lyrique (septembre)

## Filmographie
- 1916 : Dormez, je le veux !, de et avec Marcel Simon : Éloi
- 1923 : Château historique de Henri Desfontaines : Claude Barrois
- 1926 : Le Chemineau, de Maurice Kéroul et Georges Monca : le notaire
- 1930 : Le Mystère de la chambre jaune, de Marcel L'Herbier : le père Jacques
- 1930 : Le Roi des resquilleurs de Pierre Colombier : le contrôleur du Vel' d'Hiv
- 1931 : Le Million, de René Clair : le commissaire
- 1931 : Passeport 13.444, de Léon Mathot : François
- 1931 : L'Aiglon, de Viktor Tourjansky : le comte de Sedlinsky
- 1931 : Le Parfum de la dame en noir, de Marcel L'Herbier : le père Jacques
- 1931 : Hardi les gars !, de Maurice Champreux
- 1931 : Le Roi du cirage, de Pierre Colombier : Anatole
- 1931 : Durand contre Durand, de Léo Joannon et Eugen Thiele : Dieudonné
- 1931 : Je serai seule après minuit, de Jacques de Baroncelli
- 1932 : Un fils d'Amérique, de Carmine Gallone : Mouchin
- 1932 : L'Enfant du miracle, de D. B. Maurice : M. Lansquenet
- 1932 : Faut-il les marier ?, de Pierre Billon et Carl Lamac : l'inspecteur d'Académie
- 1932 : Si tu veux, d'André Hugon : Barette
- 1932 : Sa meilleure cliente, de Pierre Colombier : Martin
- 1932 : Le Soir des rois, de Jean Daumery : Bourrache
- 1932 : Le Roi bis, de Robert Beaudoin : le Chambellan[8]
- 1933 : Voyage de noces / Jacqueline et l'amour, de Germain Fried et Joe May : le sacristain
- 1933 : Le martyre de l'obèse, de Pierre Chenal : Ferdinand
- 1933 : L'Homme à l'Hispano, de Jean Epstein
- 1933 : Nu comme un ver, de Léon Mathot
- 1933 : Professeur Cupidon, de Robert Beaudoin : le valet